# Guska
Guskë en albanais et Guska en serbe latin (en serbe cyrillique : Гуска) est une localité du Kosovo située dans la commune/municipalité de Gjakovë/Đakovica, district de Gjakovë/Đakovica (Kosovo) ou de Pejë/Peć (Serbie). Selon le recensement kosovar de 2011, elle compte 136 habitants, tous albanais.

## Histoire
Guskë/Guska est le village natal de Hadum Soliman Aga Bizeban, qui fut gardien du harem impérial à l'époque du sultan Murad III ; il a fait édifier la mosquée Hadum de Gjakovë/Đakovica, inscrite sur la liste des monuments culturels d'importance exceptionnelle de la République de Serbie.
Dans le village se trouvent le tombeau de la mère de Hadum Aga, qui date du XVIe siècle, et un monument des martyrs, érigé au XXe siècle, tous deux proposés pour une inscription sur la liste des monuments culturels du Kosovo.

## Démographie

### Évolution historique de la population dans la localité
| 1948 | 1953 | 1961 | 1971 | 1981 | 1991 | 2011 |
| ---- | ---- | ---- | ---- | ---- | ---- | ---- |
| 97   | 104  | 141  | 201  | 242  | 254  | 136  |

|  |